# Örökség (regény)
Az Örökség Christopher Paolini fantasy regénye, az Örökség-ciklus negyedik, befejező része. A könyvet 2011. november 8-án adták ki angolul. Ez a könyv követi az Eragon, az Elsőszülött és a Brisingr című könyveket. A könyv alcíme: „Avagy A Lelkek Sírboltja - Az örökség 4.”.
A könyv magyarul 2012. december 1-jén jelent meg az Európa Könyvkiadónál.

## Magyarul
- Örökség avagy A lelkek sírboltja; ford. Urbán Erika; Európa, Bp., 2012